# سيميون رايس
سيميون رايس (بالإنجليزية: Simeon Rice)‏ هو لاعب كرة قدم أمريكية أمريكي، ولد في 24 فبراير 1974 في شيكاغو في الولايات المتحدة.

## وصلات خارجية
- سيميون رايس على موقع مرجع كرة القدم المحترفة.كوم (الإنجليزية)